# Shapirův efekt
Shapirův efekt je zpoždění signálu, který prochází silným gravitačním polem. Jedná se o důsledek obecné teorie relativity a jeden ze čtyř klasických způsobů ověření této teorie ve Sluneční soustavě. Pokus, který měl efekt ověřit, navrhl astrofyzik Irwin I. Shapiro v roce 1962.
První ověření tohoto efektu bylo provedeno pomocí MIT Haystack radar antenna v roce 1964. Byla měřena doba odrazu radiových vln od Venuše, když dráha paprsků probíhala poblíž Slunce. Předpovězená doba zpoždění, přibližně 200 μs, byla skutečně naměřena.
Test byl mnohokrát zopakován se zvyšující se přesností měření.